# Cerámica Usulután

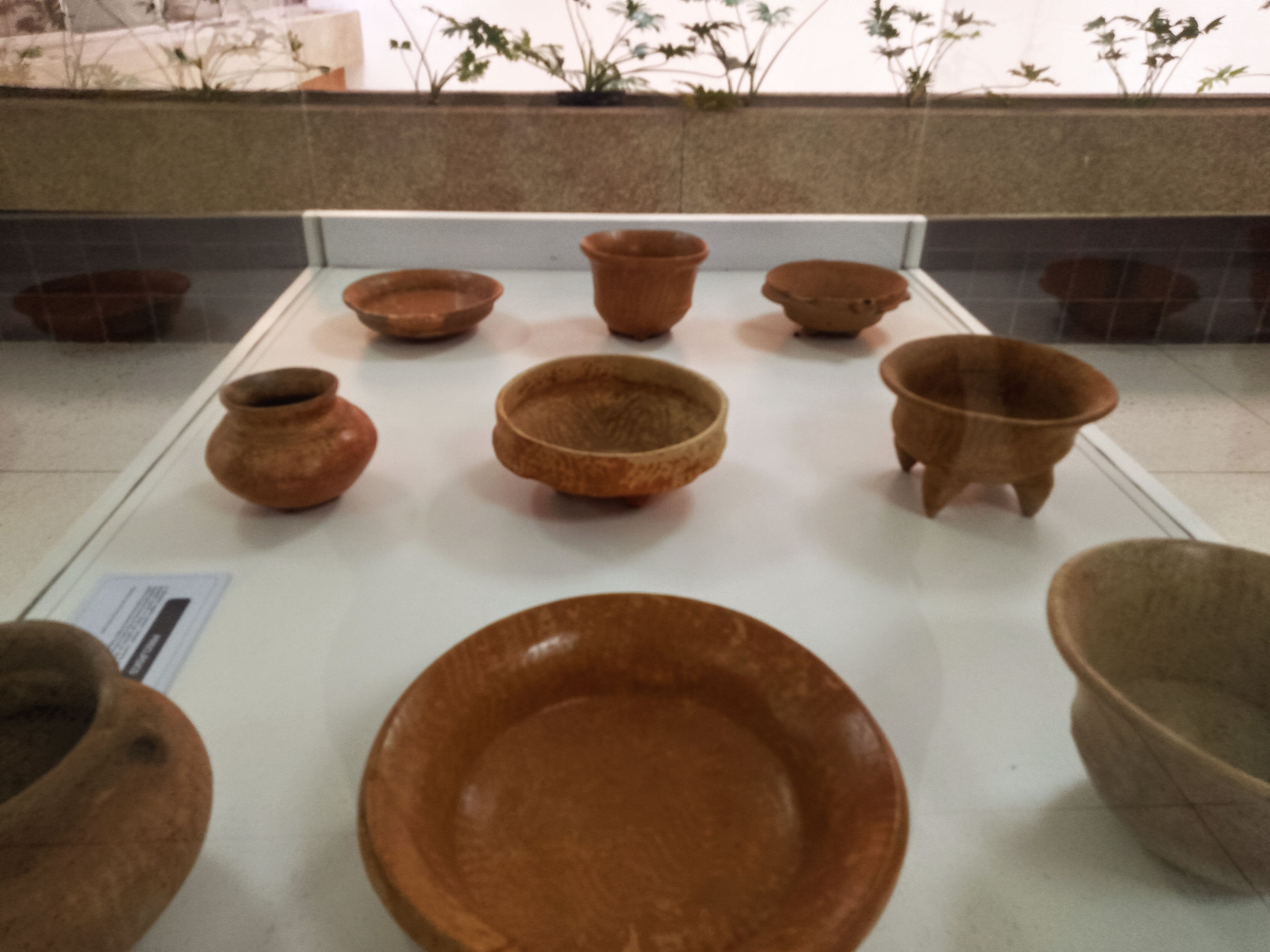
Ejemplos de la Cerámica Usulután expuesta en un Museo en Honduras.

La cerámica Usulután fue un estilo o tradición de cerámica representativa de El Salvador, Guatemala y Honduras, que fue fabricada y utilizada, principalmente en contextos domésticos (en los hogares), durante el período preclásico tardío por los pueblos mayas surorientales de la esfera cerámica Providencia-Miraflores (del altiplano guatemalteco al occidente salvadoreño) y las poblaciones probablemente lencas de la esfera cerámica Uapala (oriente salvadoreño y parte del occidente y sur de Honduras), llegando a través del comercio a otras regiones como Chiapas, el Peten guatemalteco, Nicaragua y Costa Rica. Generalmente, debido tanto a su antigüedad como su variedad en comparación con otras localidades, se sitúa su punto de origen en Chalchuapa, El Salvador.
Recibe su nombre por el departamento de Usulután, y la primera evidencia de esta cerámica fue encontrada en la década de 1920 por Samuel Lothrop en sus investigaciones en el cerro el Zapote (ubicado al sureste de San Salvador) y en el departamento antes mencionado.

## Decoración y características principales
Este estilo de cerámica se caracteriza por su decoración en negativo similar al batik, por lo que se lo conoce como batik usuluteco, que se presenta predominantemente como grupos de líneas parelas que describen oscilaciónes y que tienen un color más pálido que el engobe.
Está decoración en negativo se obtiene en la cocción de la pieza, a partir del material que se usaba como resistor (enmascarador o de reserva, que funciona sin desaparecer durante la cocción y que no se soldifica fácilmente a temperatura ambiente); en los grupos más antiguos el resistor se ponía antes de aplicar el engobe naranja, mientras que en los grupos posteriores era parte del impermeabilizante que se ponía antes de colocar un material alcalino vegetal para luego llevarlo a la cocción. Sin embargo, se desconoce cual era el material empleado como resistor, entre las hipótesis que se barajan están la cera, grasa de animal, arcilla, etc.
El color del engobe (la arcillas coloreadas que se aplican a la cerámica para obtener matices, texturas o volumen) varía desde el anaranjado al amarillo hasta tonalidades de beige, pudiendo variar también del rojo pálido al rosado. Los grupos más antiguos de estilo tenían doble engobe, un engobe crema y un engobe naranja (un colorante rojo que contiene un mineral de hierro), la cantidad de elementos químicos como el potasio o el hierro en ambos engobes eran diferentes en cada pieza; el engobe blanco se aplicaba después de la formación de la pieza, y el engobe naranja colocaba después del resistor y antes de pulir y secar la pieza para la cocción. En los grupos posteriores, se aplicaba un engobe café pero la coloración antes mencionada provenía del material alcalino vegetal (como maíz, frijol, aguacate o madrecacao, ya sea de sus tallos o hojas en estado bruto, secado o de ceniza) que se pone sobre el impermeabilizante antes de la cocción de la pieza; esto último, era realizado en hornos semisubteraneos, de leña o de cocción al aire libre.
Además de ello, según Willys Andrews en su investigación en Quelepa al oriente de El Salvador, las vasijas de este estilo se caracterizan por tener soportes de botón y bordes con ranuras dobladas hacia afuera, entre otros.

## Tipología y fases de la cerámica Usulután
Este estilo de cerámica está conformado por dos subestilos o subtradiciones, la más antigua (datando de inicios del preclásico tardío, 650 a. C.- 200 a. C.) que es la de doble engobe (engobe naranja sobre engobe crema), que probablemente derivaría del grupo cerámico Cuitapan (con diseños que provendrían de algunos tipos del grupo Lolotique); y la más reciente (finales del preclásico tardío y clásico temprano, 200 a. C.-650 d. C.), el subestilo engobe naranja, que derivaría del grupo Savana. Los principales grupos de ambas subtradiciones son:
- Subestilo doble engobe
  - Puxtla: con este nombre se asigna a la forma original de este estilo cerámico
  - Jicalapa
  - Tepecoyo
  - Olocuilta doble engobe Usulután

- Subestilo engobe único
  - Olocuilta Usulután
  - Izalco Usulután: el grupo cerámico más extensivo, cuyas técnicas de manufactura podría haberse difundido o ser importado posiblemente del oriente salvadoreño
  - Chilanga: con decoración en pintura roja, predominantemente en el borde, y que es considerado el último grupo de esta tradición cerámica.

Los nombres antes mencionados son ocupados tanto en El Salvador y en Honduras. Sin embargo, en Kaminaljuyu, los nombres difieren a los del resto, siendo según Wetherington 1978 los siguientes: Engobe Crema Usulután, Verbena rojo naranja, Ivory Usulután y Usulután sin engobe. Según Demarest y Sharer 1986 y Neff et al. 1999, así como lo mencionado por Robert Sharer en su estudio sobre Chalchuapa, su correspondencia con los grupos antes mencionados es la siguiente:  Engobe Crema usulután - subestilo doble engobe (sobre todo con el grupo Jicalapa); Verbena rojo naranja - Olocuilta Usulután; Ivory Usulután - algunas variedades de Jicalapa y Olocuilta doble engobe Usulután; Usulután sin engobe - Izalco Usulután; y los vasos Usulután pintados con rojo (no clasificados por Wetherington 1978) y que tienen base de anillo - Chilanga.
En la siguiente tabla se muestran los grupos de esta tradición según las fases culturales a la que han sido ubicados en Chalchuapa, Quelepa, Kaminaljuyu y Copán:
| Grupo cerámico | Fases culturales por sitio                 | Fases culturales por sitio   | Fases culturales por sitio                                                                  | Fases culturales por sitio                                            |
| Grupo cerámico | Chalchuapa                                 | Quelepa                      | Kaminaljuyu                                                                                 | Copán                                                                 |
| -------------- | ------------------------------------------ | ---------------------------- | ------------------------------------------------------------------------------------------- | --------------------------------------------------------------------- |
| Puxtla         | Kal (650 a. C.-400a. C.)                   |                              | Las Charcas tardío (600 a. C.-350a. C.)                                                     |                                                                       |
| Jicalapa       | Chul (400 a. C.-200 a. C.)                 |                              | Providencia (350 a. C.-100 a. C.)                                                           |                                                                       |
| Olocuilta      | Chul-Caynac (200 a. C.-200 d. C.)          |                              | Providencia- Verbena (100 a. C.-50 d. C.)-Arenal (50-150 d. C.)-Santa Clara (150-200 d. C.) |                                                                       |
| Tepecoyo       | Caynac faceta temprana (200 a. C.-1 d. C.) |                              | Verbena                                                                                     |                                                                       |
| Izalco         | Caynac-Vec (200-400 d. C.)                 | Uapala (200 a. C.-200 d. C.) | Verbena-Arenal-Santa Clara-Aurora (200-425 d. C.)                                           | Chabij (150 a. C.-50 d. C.)-Bijac (50-400 d. C.)-Acbi (400-625 d. C.) |
| Chilanga       | Vec-Xocco (400-650 d. C.)                  |                              | Aurora                                                                                      | Acbi-Coner (625-820 d. C.)                                            |

### Características de los grupos cerámicos

#### Grupo Puxtla
Se caracteriza por tener tiestos de paredes gruesa, pasta fina dura con distintivo opaco y borde superior caído, muy similar al grupo Cuitapan del cual procedería. Diferenciándose principalmente por su decoración Usulután en color naranja sobre crema nuboso en ambas superficies de la pieza (tanto la exterior como la interior), hechas por lo general de una aplicación de resistor para obtener líneas o manchas sobre el engobe y que se presentan en forma de manchas irregulares abigarradas. Además de ello, las piezas también presentan una superficie dura, pasta un poco pesada y un suborde circunferencial de líneas incisas realizado antes de colocar el engobe; en virtud de esto último, Robert Sharer definió en Chalchuapa, dentro este este grupo, el tipo Puxtla Usulután inciso.
La pasta es generalmente uniforme, con características plásticas, inclusiones de toba fina y con algunas partículas de piedra pómez entre otros minerales. Sobre la pasta, después de suavizar y pulir la pieza, y antes de poner el impermeabilizante, se colocaba como engobe una capa de color crema para pulirla y sacarle brillo.
Además de la decoración Usulután, y antes de realizar el suborde de líneas incisas, algunas vasijas también fueron grabadas con incisiones postengobe, como triángulos, líneas en zig-zag o líneas semicirculares incìsas.
Según Robert Sharer, las vasijas de este grupo se presentan como: cuencos de paredes verticales con bases planas o ligeramente convexas y bordes directos a ligeramente engrosados exteriormente; cuencos de paredes compuestas con bases planas y bordes directos o engrosados exteriormente, habiendo algunos con soportes mediales o bridas poco profundas; y cuencos poco profundos con bases poco profundas y bordes directos a menudos con un ligero engrosamiento exterior.

#### Grupo Jicalapa
Este grupo se caracteriza por tener una capa espesa de engobe color crema sobre toda la superficie de la pieza que generalmente es bien pulida, muy suave y aplicada de manera uniforme y que en muchas piezas tiende a agrietarse o craquelarse por todas partes de la superficie de la pieza. Además, las piezas cuentan con un engobe fino, a menudo rayado, de color naranja brillante sobre el engobe crema; y una pasta medio gruesa que contiene partículas de piedra pómez templado. Su decoración presenta comúnmente diseños Usulután a través del engobe o lavado de color naranja, en la que se expone el engobe crema espeso que se encuentra debajo, y que incluyen diseños en manchas, líneas anchas y patrones paralelos de varias líneas, pero el desgaste de la superficie naranja hace que sea difícil discernir el patrón real de ese diseño. Es similar al grupo Puxtla, diferenciándose en que las piezas del grupo Puxtla tienen paredes un poco más gruesas, pero el engobe crema de ambos grupos son muy similares.
La pasta esta hecha de arcilla, generalmente de un color rosáceo claro pero variando del naranja claro, al beige, gris o rojo claro, predominando el color beige rosado con gruesos núcleos oscuros. El templado de la pasta por lo general presenta partículas de piedra pómez, toba o casacajo (de 0.1 a 0.5 milímetros), ocasionalmente conteniendo distribuidas grandes trozos irregulares de piedra pómez (de 0.5 a 2.5 mm). La textura de la pasta varía de fina a muy fina, (pero nunca como la de los grupos Olocuilta y Santa Tecla) a medio grueso (por lo general menos grueso que el grupo Guaymango).
Las piezas de este grupo pueden presentar o no decoraciones batik usuluteco. Asimismo, también pueden presentar ranuras bastantes profundas (de 0.2 a 1.5 mm) hechas antes de aplicar los engobes; diseños modelados hechos mediante una combinación de crestas y ranuras aplicadas, alisadas en bajo relieve y luego engobadas; estrías profundas y anchas (de a 1 a 3 centímetros) en forma de flautas verticales; biselados realizados a partir de un ranurado horizontal profundo antes de poner el engobe; e incisiones finas ubicas debajo de los bordes, en bordes ampliamente evertidos o en rebordes sublabiales de las vasijas que fueron hechas después de aplicar el engobe. A partir de ello, Sharer 1978, Beaudry 1983 y Demarest 1986, definieron en este grupo los tipos: Jicalapa Usulután, Cuisnahuat Modelado,  Azacualpa inciso, Estriado, Jicalapa naranja sobre crema (sencillo, plain en inglés) y Chuteca Usulután (que se mantiene en el valle de Zapotitán, en la zona central de El Salvador, durante la fase Caynac).
Las vasijas de este grupo se presentan en forma de: cuencos abiertos de paredes ensanchadas, que habrían sido platos para preparar y servir los alimentos calientes; cuencos de paredes curvas poco profundas y cuencos poco profundos restringidos, que serían para servir alimentos fríos o para servir líquidos o semilíquidos (como sopas); cuencos de profundidad restringida, que habrían tenido varias funciones como servir líquidos o guisos o para mantener caliente la masa de maíz, los tamales o similares antes o después de la comida; jarrones de cuellos cortos verticales, probablemente usadas para almacenar líquidos; cuencos y cilindros de paredes verticales profundas, que habrían sido soperas o jarras para servir líquidos como chicha; y cuencos o palanganas de paredes gruesas, pesadas y profundas, que habrían servido para cocinar. Alguna de estas formas podían tener soportes cónicos sólidos; así como falsas asas en los cuencos abiertos o una asa en forma de collar o anillo en algunos frascos.

#### Grupo Tepecoyo
Este grupo se caracteriza por tener decoración Usulután en naranja y crema en las paredes exteriores en las vasijas, mientras que las interiores solo están pintadas de crema; y por poseer una distintiva forma de cuenco de paredes verticales y estriadas. Debido a ello, Sharer definió dentro de este grupo el tipo Tepecoyo Usulután estriado.
Las piezas de este grupo poseen una pasta media a fina con pocas inclusiones de piedra pómez, tobas y otras partículas (generalmente de un tamaño de 0.05 a 0.3 mm de diámetro). Su oxidación es incompleta, y su coloración es de un café amarillento pálido. En las variedades de paredes gruesas las pasta tiende a ser un poco tosca y también más gruesa.
Todas las vasijas estaban bien suavizadas y engobadas de un revestimiento crema a blanco bastante grueso, tendiendo a ser levemente más oscuras las variedades de paredes gruesas. Su proceso de manufactura era aparentemente el mismo que el del grupo Jicalapa.
Los patrones de la decoración Usulután de este grupo son por lo general grandes manchas o líneas gruesas de color crema que contrasta con el color naranja. En algunos casos, en lo que se conoce como la vieriedad Tepecoyo, lo anterior es combinado con áreas de múltiples líneas paralelas.
Las vasijas de este grupo se presentan en forma de cuencos de paredes verticales con bases y planas y bordes levemente evertidos que tienen estrías verticales poco profundas en las paredes exteriores.

#### Grupo Olocuilta
Al igual que todos los demás grupos, este fue definido por Robert Sharer en su estudio de Chalchuapa en 1978; en este caso, su nombre se basó en la población de Olocuilta, pero en su descripción Sharer la llamó Olocuitla, debido al origen de su nombre se recomienda nombrarlo tal y como el de la población. Fuera de ello, este grupo se caracteriza por presentar un delgado y pulido engobe de tonalidad naranja brillante sobre la superficie de las vasijas (excepto excepcionalmente en las bases e interiores de los frascos) y por tener una fina y dura pasta, con núcleos negros anchos que se extienden hasta la superficie de la vasija, con poco o ningún temple.
Generalmente las vasijas tienen una pasta fina con muy pocas inclusiones de piedra pómez fina y toba (usualmente de unos 0.02–0.5 mm de diámetro) con unas pocas inclusiones de pómez que llegan a 2 mm de diámetro. En la mayoría de los casos la oxidación es incompleta; y la pasta tiene un color beige arenoso en la superficie con núcleos oscuros en casi todos los ejemplos. Las variedades de paredes gruesas tienen un inventario más restrictivo de formas y una tendencia por una pasta más gruesa, así como a paredes más gruesas, lo cual podría estar limitado a las vasijas de la fase Chul de Chalchuapa.
La pasta de esta vasija es muy similar a las del grupo Santa Tecla, con el cual también comparte las formas y muchos modos decorativos. Distinguiéndose en su capa de color naranja brillante, la cual es de un color uniforme (excepto donde está nublado por el fuego), extremadamente dura y altamente pulida, pero es suave y polvienta cuando está muy expuesto a la intemperie.
Las piezas de este grupo pueden presentar o no diseños Usulután, tener uno o dos engobes, tener figuras modeladas, presentar incisiones, ranuras, gallones (gadrooned en inglés), pintura púrpura (en los bordes o zonas de ranura) o bordes de color rojo. Debido a ello, Sharer y Demarest clasificaron dentro de este grupo los tipos: Olocuilta naranja (sencillo), Opico ranurado, Tecoluca inciso, Acachapa modelado, Olocuilta Usulután, Olocuilta doble engobe Usulután, Providencia púrpura sobre rojo-naranja, estriado, con gallones, y con borde rojo.
Los diseños Usulután de la variante de un engobe tienen una tonalidad naranja claro muy sutil que parece no penetrar profundamente en el color naranja normal de la superficie de las vasijas. Mientras que en la variante de dos engobes, las líneas o manchas Usulután penetran el engobe naranja exponiendo el engobe crema. La decoración Usulután de la variante de dos engobes es comparable con la del grupo Jicalapa, mientras que la de un engobe con la del grupo Izalco, por lo que estas dos variantes forman un puente estilístico entre los dos subestilos.
Las vasijas de este grupo pueden presentarse en forma de cuencos de silueta compuesta con paredes ensanchadas (que es la más predominante del grupo), cuencos de paredes verticales simples, cuencos de paredes curvadas, cuencos de paredes ensanchadas, cuencos de paredes rectas, frascos, y vasijas con gallones. Estas vasijas serían ocupadas principalmente en contexto domésticos; la forma abierta y de paredes ensanchadas de la mayoría de ellas sugiere que habrían sido utilizadas como platos para servir comida, mientras que las menos comunes formas restringidas serían más adecuadas para líquidos y las vasijas que presentan gallones habrían sido platos para ocasiones especiales o para presentar ofrendas en rituales.
Algunas de las formas antes mencionadas podían presentar como apéndices inferiores: soportes cónicos sólidos, protuberencias sólidas, soportes en forma de conos truncados huecos, o picos levemente ovalados en sección transversal; asimismo, algunos cuencos con gallones podían presentar asas en forma de anillo.

#### Grupo Izalco
Las vasijas de este grupo se caracterizan por presentar una decoración Usulután de poco contraste con líneas de color rosa salmón y áreas anaranjadas; y por tener una pasta usualmente fina y muy dura, y un acabado superficial durable.
La pasta de este grupo es dura, fina y con pocas partículas de toba fina y pómez (generalmente de 0.05 a 0.4 mm de diámetro), y su color es usualmente rosa salmón. Asimismo, su oxidación es usualmente incompleta y los núcleos oscuros son comunes. La variedad de paredes gruesas no es mu común y tiende a tener una pasta un poco más tosca. Por otro lado, la superficie de las piezas es muy dura y aparentemente bastante durable; así como también exhibe usualmente un pulido brillante y presenta diseños Usulután en forma de líneas claras usualmente de un color rosado salmón (como el color de la pasta) contra áreas un rojo más oscuro y opaco o naranja.
Las piezas de este grupo pueden presentar diseños Usulután, figuras modeladas (principalmente motivos zoomórficos, como ranas con pequeñas extremidades, pudiendo también haber modelados de caras antropomorfas), incisiones y estrías; a partir de lo cual, Sharer definió los tipos Izalco Usulután, Jayaque Modelado, Tazulate inciso, y Tutunichapa estriado.
La decoración Usulután se muestra como líneas, con diatinto largo y ancho, que muestran una variedad de patrones que son difíciles de reconstruir a partir de fragmentos. Estos patrones están compuestos de líneas rectas verticales y diagonales, líneas onduladas, remolinos, bucles y manchas tanto al interior como al exterior de las vasijas. Probablemente los patrones más complejos fueron hechos con la aplicación de múltiples pinceles.
Las vasijas de este grupo pueden tener forma de cuencos de paredes verticales, cuenco de paredes ensanchadas, cuenco de paredes ensanchadas con brida, cuencos de paredes convexas o hemisféricas, cuencos de paredes compuestas, cuencos de paredes compuestas con bridas facetadas, cuencos poco profundos restringidos, frascos con cuello alto, frascos con cuello bajo, o platos.
Este grupo puede presentar soportes en forma de protuberancias sólidas, picos, soportes cónicos sólidos, soportes cónicos huecos o soportes mamiformes huecos (estos dos últimos pudiendo predentarse como trípodes o tetrapodes). Así como también pueden tener asas en forma de pequeñas correas.

#### Grupo Chilanga
Las piezas de este grupo se caracterizan por presentar un engobe rojo sobre decoración Usulután, hecha usualmente con múltiples pinceles; y por tener una pasta ligera, generalmente fina y transparente.
La pasta es por lo general de textura fina a media con muy pocas inclusiones, usualmente completamente oxidada y de un color que va del crema claro o beige a un rojo pálido, con muy pocos núcleos oscuros. Por otro lado, la superficie de las piezas está bien pulida y suavizada, con áreas naranjas y líneas de decoración Usulután hechas posiblemente con una técnica similar a las del grupo Izalco.
Las piezas de este grupo pueden presentar decoración Usulután, y una banda de color rojo en el borde (tanto en la superficie exterior como la interior) y usualmente también en como banda exterior en la base de anillos de los cuencos de paredes convexas; a raíz de ello, Sharer definió dentro de este grupo el tipo Chilanga Usulután rojo pintado. Dentro del cual, variedades como la variedad Osicala pueden presentar, en el exterior o a veces en el interior de la vasija, motivos más complejos pintados en rojo que incluyen líneas finas adicionales, garabatos, diseños curvilíneos y monos estilizados de perfil.
La decoración Usulután es bastante similar a la del grupo Izalco, y en la mayoría de los ejemplos habrían sido hechos con la aplicación de pinceladas múltiples, de cuatro o más raramente cinco líneas paralelas.
Las vasijas de este grupo pueden presentarse en forma de cuencos de paredes convexas o de cuencos de paredes compuestas. Por otro lado, algunas vasijas, principalmente los cuencos de paredes convexas, pueden presentar soportes mamiformes probablemente tetrápodos.

## Temporalidad e historia

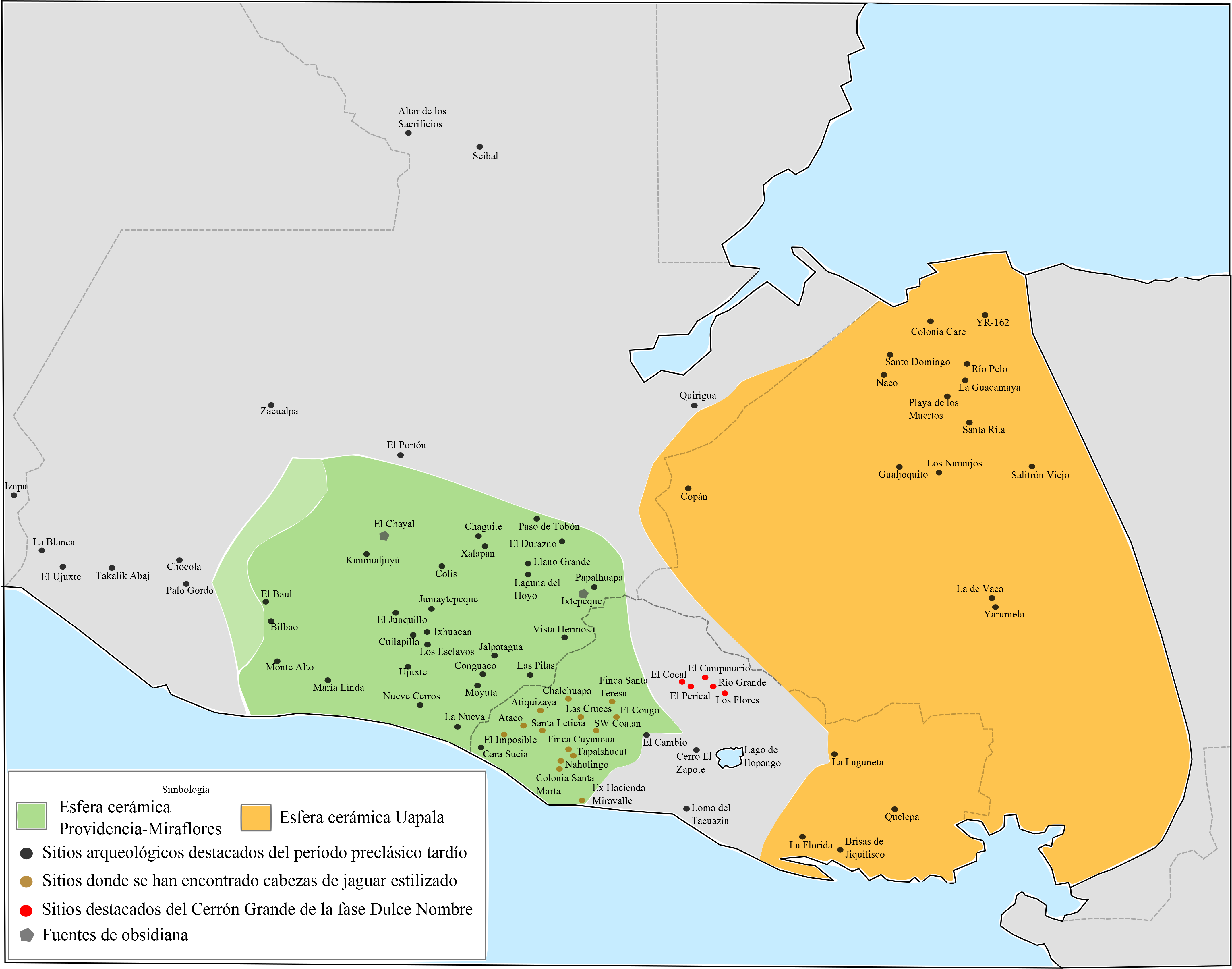
Esferas cerámicas del período preclásico tardío, en verde la esfera Providencia-Miraflores y en anaranjado la esfera de cerámica Uapala

La decoración en negativo similar al batik de este estilo de cerámica, sería resultado de una larga tradición de decoración en "reserva" en el occidente salvadoreño que inició con los tipos cocidos al fuego, difusos, manchados, y negro con borde blanco de las fases Tok (1200 a. C. a 900 a. C.) y Colos (900 a. C. a 650 a. C.; del preclásico inferior y medio respectivamente, y que corresponden a períodos de presuntos contactos chiapanecos y olmecas en Chalchuapa), como el tipo Reserva Juayua (Juayua resist en inglés) del grupo El Congo y los grupos Macanse y Jerónimo (siendo este último únicamente de la fase Colos). Esos grupos, al comienzo de la fase Kal darían paso al grupo Jinuapa, donde los alfareros del occidente salvadoreño comenzaron a experimentar con engobe rojo y decoraciones con diseños manchados y de líneas anchas en las variantes del tipo Cuango embardunado (Cuango dubed en inglés); y luego en el grupo Lolotique, con círculos y líneas más nítidas, y en ocasiones con áreas donde el engobe rojo se zonificaba mediante incisión, en los tipos de subengobe Lolotique y de reserva zonificada (zoned resist en inglés).
Finalmente, la tradición o estilo de cerámica Usulután se originaría en Chalchuapa, a finales del período preclásico medio, con la fabricación del grupo Puxtla durante la fase Kal (650 a. C.-400 a. C.); con el que iniciaría el subestilo doble engobe y que derivaría del grupo Cuitapan de esta misma fase, teniendo los mismos diseños, y probablemente utilizando la misma técnica, que previamente se habían aplicado a los engobes y pastas marrones de los tipos del grupo Lolotique mencionados anteriormente.
Paulatinamente, y más aún durante la fase Chul de Chalchuapa (entre 400 a. C y 200 a. C, a comienzos del preclásico tardío) con la elaboración del grupo Jicalapa (en la que la decoración pasa de simples manchas y líneas anchas hasta diseños de líneas finas cuidadosamente ejecutados), el subestilo doble engobe alcanzó su máxima popularidad, llegando por un lado hacia la zona central salvadoreña (en sitios como El Cambio en el valle de Zapotitán o los sitios de la cuenca del Cerrón Grande) y por el otro hasta el altiplano central y el valle de Salama en Guatemala. Fuera de Chalchuapa, el grupo Jicalapa se mantendría con reducida popularidad en la fase Caynac (entre 200 a. C y 200 d. C), en sitios como: Santa Leticia, en el departamento de Ahuachapán; El Cambio; Río Grande y Los Flores, en el valle del Cerrón Grande (que en este caso, su contexto cultural, la fase Dulce Nombre que se extiende entre 400 a. C y 200 d. C, se caracteriza por mantener muchos tipos y modos y solamente modificar ligeramente la forma de los grupos de la fase Kal de Chalchuapa y solo presenta limitadas conexiones con las fases Chul-Caynac).
Durante la fase Chul de Chalchuapa, comenzó a fabricarse el grupo Olocuilta Usulután, que derivaría del grupo Savana de la fase Kal. Desarrollándose en ese grupo, por un lado el tipo Olocuilta doble engobe Usulután que seguía el subestilo engobe Crema, y por el otro el tipo Olocuilta Usulután, con lo que inició el subestilo engobe único que se convirtió en el predominante de esta tradición cerámica en lo que resta del período. Este subestilo se dispersó por el occidente salvadoreño, expandiéndose hasta la zona oriental de El Salvador, la altiplanicie central de Guatemala y varias regiones de lo que hoy es Honduras.
Para fines del preclásico tardío, en la fase Caynac del occidente salvadoreño, se elaboraría el grupo Izalco Usulután que contaba con decoración predominantemente de líneas onduladas múltiples y que fue el grupo cerámico más extensivo en El Salvador, Guatemala y Honduras. Para ese momento, los sitios del occidente salvadoreño (Chalchuapa, Cara Sucia, Finca Rosita, San Isidro, entre otros) y el oriente y altiplano guatemalteco formaban parte de la esfera de cerámica Providencia-Miraflores, cuyo sitio principal era Kaminaljuyu (en la actual ciudad de Guatemala) y que estaban inmersos dentro de la cultura maya suroriental. Mientras que los sitios del oriente salvadoreño y de Honduras hacían parte de la esfera de cerámica Uapala, en la que destacaban sitios como Quelepa y La Laguneta al oriente salvadoreño, y Yarumela y Copán en Honduras; a esta esfera cerámica se la asociado con la cultura lenca.
Este estilo de cerámica continuó siendo utilizado hasta la fase Xocco de Chalchuapa (entre el 400 y 650 d. C.) durante el período clásico temprano; y en Copán se mantendría el grupo Chilanga hasta finales del período clásico (200-900 d. C). Mientras que en Kaminaljuyu la técnica Usulután continuaría utilizándose durante el clásico temprano pero iría disminuyendo en frecuencia, quedando al final confinada a cerámica estucada, representando un 4.3% del total de la cerámica al final de ese período.
En el oriente salvadoreño surgirían grupos denominados Tongolona, Chaparrastique  y Comacarán, pertenecientes a la fase Shila de Quelepa, 200-600 d. C., que guardan semejanza a este estilo pero que no pertenecen a este por carecer de varias de sus características y por la inferioridad de la dureza y tenacidad de las piezas, lo que muestra una decadencia de la calidad de producción y decoración de estos materiales, posiblemente por la disolución de las redes de intercambio que dominaron durante el preclásico tardío.
Vestigios de la tradición Usulután persistían a lo largo del período clásico, en ejemplos ocasionales de líneas de resistencia en vasos polícromos, como los pertenecientes al grupo cerámico Arambala y en especial a las del grupo Copador (en el occidente salvadoreño y en Copán) y el grupo polícromo usuluteco (en el oriente salvadoreño).